# Майкл Нейдер
Майкл Нейдер (англ. Michael Nader; 19 лютого 1945, Сент-Луїс, Міссурі — 23 серпня 2021, Сан-Франциско, Каліфорнія) — американський актор.

## Життєпис
Народився 19 лютого 1945 року в Сент-Луїсі, штат Міссурі. Його батьки розлучилися через кілька місяців після його надходження. Його рідним дядьком був актор та письменник Джордж Нейдер. Разом з матір'ю переїхав до Лос-Анджелесу, Каліфорнія, де отримав середню освіту. У 16-річному віці став одним з трьох серфінгістів, представлених у фоторепортажі журналу «Life» за вересень 1961 року, що супроводжував статтю «Безумні щасливі серфінгісти: спосіб життя на хвилях». Акторську кар'єру розпочав 1963 року з епізодичної ролі у фільмі «Пляжна вечірка», де був зазначений у титрах як Майк Нейдер.
1965 року почав зніматися на телебаченні, з'явившись у серіалі «Гіджет». У 1975—1978 роках виконував роль Кевіна Томпсона у мильній опері «Як обертається світ». 1983 року зіграв Алексі Теопулоса у серіалі «Оголений аромат» виробництва NBC. Того ж року отримав роль Декса Декстера (третього чоловіка Алексіс Колбі у виконанні Джоан Коллінз) у серіалі «Династія» телемережі ABC, яку виконував до його закриття 1989 року. 1988 року з'явився в ролі нацистського офіцера Берхарта у телефільмі «Велика втеча 2» з Крістофером Рівом у головній ролі. 1990 року зіграв мафіозі Енцо Бонатті у мінісеріалі «Лакі / Шанси» за творами Джекі Коллінз.
У 1990—2001 роках виконував роль Дмитрія Маріка (чоловіка Еріки Кейн у виконанні Сьюзен Луччі) у мильній опері «Всі мої діти». Актора було звільнено з серіалу після його арешту за зберігання наркотиків (раніше, 1997-го року, йому було висунуто звинувачення за водіння автомобіля у нетверезому стані). 2013 року він знову з'явився у серіалі в цій же ролі.
Майкл Нейдер помер 23 серпня 2021 року в себе вдома у Сан-Франциско, Каліфорнія, в 76-річному віці від раку.

## Особисте життя
У 1970-х роках Нейдер перебував у стосунках з акторкою Елен Барбер. У червні 1984 року одружився з Робін Вайс, через місяць народилася їхня дочка Ліндсі Мішель Нейдер. Розлучилися 1990 року. Пізніше перебував у стосунках з Джоді Лістер, з якою одружився 2014 року. Шлюб тривав до смерті актора.

## Вибрана фільмографія
| Рік       |    | Українська назва                     | Оригінальна назва                             | Роль                |
| --------- | -- | ------------------------------------ | --------------------------------------------- | ------------------- |
| 1963      | ф  | Пляжна вечірка                       | Beach Party                                   | хлопець на пляжі    |
| 1965      | ф  | Пляжне бінго                         | Beach Blanket Bingo                           | Бутч                |
| 1965—1966 | с  | Гіджет                               | Gidget                                        | Сіддо / Пітер Стоун |
| 1966      | ф  | Фаєрболл 500                         | Fireball 500                                  | Джої                |
| 1975—1978 | с  | Як обертається світ                  | As The World Turns                            | Кевін Томпсон       |
| 1981      | с  | Приватний детектив Магнум            | Magnum P.I.                                   | Мітч Колдвелл       |
| 1983      | с  | Оголений аромат                      | Bare Essence                                  | Алексі Теополіс     |
| 1983—1989 | с  | Династія                             | Dynasty                                       | Декс Декстер        |
| 1992      | ф  | Останній дотик                       | The Finiching Touch                           | Сем Стоун           |
| 1988      | тф | Леді Гангстер                        | Lady Mobster                                  | Нік Скалфон         |
| 1988      | тф | Велика втеча 2                       | The Great Escape II: The Untold Story         | Берхарт             |
| 1989      | с  | Лицар назавжди                       | Forever Knight                                | Лакруа              |
| 1990      | с  | Лакі / Шанси                         | Lucky / Chances                               | Енцо Бонатті        |
| 1990—1991 | с  | Флеш                                 | The Flash                                     | Ніколас Пайк        |
| 1991      | тф | Перрі Мейсон: Справа злого гангстера | Perry Mason: The Case of the Maligned Mobster | Джонні Сорренто     |
| 1991—2002 | с  | Всі мої діти                         | All My Children                               | Дмитрій Марек       |
| 1996      | ф  | Втікачі                              | Fled                                          | Френк Монтажано     |
| 2002      | с  | Закон і порядок: Спеціальний корпус  | Law & Order: Special Victims Unit             | Роберт Прескотт     |
| 2009      | с  | Мертва справа                        | Cold Case                                     | Такер Бентон (Люк)  |
| 2013      | с  | Всі мої діти                         | All My Children                               | Дмитрій Марек       |